# ふぞろいな秘密
『ふぞろいな秘密』（ふぞろいなひみつ）とは2006年12月6日に発売された女優・石原真理子（現・石原真理）著作とされる自叙伝。双葉社より発売。題名は石原の代表作であるテレビドラマ「ふぞろいの林檎たち」から。

## 内容
9人の実名（中井貴一、時任三郎、田原俊彦、玉置浩二、明石家さんま、石黒賢、郷ひろみ、木村一八、吉川晃司）と、2人の石原軍団、F1レーサー、イニシャルKといった呼び名を用いて、自己の恋愛遍歴を、赤裸々に告白している。また2004年に白人男性と離婚したことなども語られている。

## 出版事情
『SMAP×SMAP』（関西テレビ・フジテレビ）に出演した石原の発言によると自叙伝『ふぞろいな秘密』は出版社から打診され、いつか自叙伝を出したいと思っていた石原はそれに了承。ところが、取材などのやりとりがあると思いきや、ゴーストライターが書いたと思われる原稿が出版社から送られ、それには、石原と交際した男性たちの実名が書かれていた。戸惑いを覚えた石原は、原稿の修正を依頼するものの、「時間がない」ことを理由にそのまま出版されたという。
しかし、出版社は石原の発言は全くの事実無根であるとし、発言を放送した『SMAP×SMAP』の制作であるフジテレビに抗議した。出版社は出版にあたっては石原に何度も足を運んでもらい原稿を再三確認したとして、確認作業を怠り、出版社が独断で出版したという事実は一切ないと主張した。

## 会見
出版会見では実名でのコメントは避けるなど規制もあった。生放送内で質疑応答は10分と決められていた。
海外メディア相手にも外国人記者クラブで記者会見を開き、流暢な英語で22分間事情説明した後に30分間の質疑応答に答えた。カナダ人記者のベンジャミン・フルフォードは、石原の英会話能力について「10点満点の8点。先日の安倍（晋三）総理のスピーチよりうまかった」と合格点を与えた。会見に訪れたメンバーの外国人記者は5、6人であったが、当日取材だけの日本人芸能マスコミが100人出席した。だが、海外メディアは石原の男性遍歴には興味が無かった様子で「日本の芸能界とヤクザの繋がりは?」といった、少し的外れな質問が飛び交った。

## 著書内で実名を挙げられた人の反応
明石家さんま
石原は（この本で関係を明かされた）13人のうち2、3人には出版前に連絡したと言っており、さんまは自らがその1人であることを認めた。2006年12月13日放送回TBS系列『明石家さんちゃんねる』などでは、むしろネタに使っており、明石家さんまのコントライブでは、「テクニックがあかんかったらしい」とわざわざネタにしていた。
- 以下は、本人ではなく所属事務所のコメント

玉置浩二
「本の内容は重大。玉置本人の了承がない限り、安易にコメントを出すことは差し控えたい」（としているが、後に復縁することになり、婚約寸前までの関係に修復した）
中井貴一
「本の内容を拝見していないし、趣旨が分らないのでコメントのしようがない」
時任三郎
「具体的にコメントすることはない」
田原俊彦
「先方から事前に連絡はなかった。昔の話でコメントのしようがない」
石黒賢
「この件に関してコメントするつもりはない」
郷ひろみ
「現段階では何も言えない。反応を見て、今後どうするか決める」
吉川晃司
「本の出版を知ったのは先週木曜で月曜に本が届いた。事実関係には記憶違いもあるようで、対応に関しては善後策を練っている」

## その他著名人の反応
梨元勝（芸能レポーター）
「素晴らしい。彼女は我々の知る権利にちゃんと応えている」

## 評価
本の出版については批判も起きた。各TV局（東京キー局）は石原側へのバッシングを行う一方、今回報道されたタレント及びその事務所側には配慮をし、公表された側を実名で取り扱うことはなかった。しかし『ちちんぷいぷい』（MBS、関西ローカル）では、芸能リポーターが、「他人の恋愛を実名報道するのはOKで、当事者が実名で告白するのはNGなのか？」という、タレント視点に立ったコメントもあった。
石原側は、この本は暴露話ではなく自叙伝作品だと主張し、表現の自由の点から、批判者に反論している。また、女優のプライバシー営業行為としては交際宣言も過去遍歴暴露も同じだ、とも述べている。マスコミに対しては、相手の了解がなければ芸能マスコミは何一つ論評、表現ができないのか、と批判している。芸能マスコミは、相手の了解行為だけが免罪符となってしまえば、それが談合報道、やらせ報道の温床になってしまうという矛盾も抱えている。
実名を挙げられたタレント達の多くは、戸惑っている様子は見せつつも、肯定も否定もしなかった。

## 映画
石原真理子本人の初監督により映画化され、2007年6月16日からシネマ&ポップコーンによる配給で銀座シネパトス（ミニシアター）で公開。
原作本のヒットから2007年現在の石原が過去を振り返り、自身の芸能界入りのきっかけと、玉置浩二の交際から石原が受けたと主張しているDVによる破局までを中心に描かれている。玉置の実名は用いず「山置洋二」とし、バンド名も安全地帯を英語読みした「セーフティーゾーン」に置き換えられている。原作本が出版される少し前に話題を集めていた安達有里が映画初出演となっている。
映画化に際しては石原の撮影方針によるプロデューサとの軋轢や制作費用の遅配など様々なトラブルが勃発し、山置役の河合龍之介と密会している様が女性週刊誌で報じられる（河合は制作の打ち合わせと釈明）などした。

### スタッフ
- 監督:石原真理子
- 製作/企画:小田泰之
- プロデューサー:笠原正夫
- 脚本:右田昌万/石原真理子
- 撮影:百瀬修司
- 美術:畠山和久
- 編集:渡辺世紀
- 照明:小中健二郎

### キャスト
- 石原マリコ（現在）：石原真理子
- 石原マリコ（20代）：後藤理沙
- 石原マリコ（10代）：堀澤かずみ
- 山置洋二：河合龍之介
- マリコの母：花井美代子
- マリコの父：小西博之
- 藤井洋（コメンテーター）：大島直也
- 田中杵子（マネージャー）安達有里
- ワイドショー司会：梨元勝

### 主題歌
- 「ラストスパート」
THE LOCAL ART